# Joe Robinson
Joe Robinson, właśc. Joseph William Robinson Harle  (ur. 31 maja 1927 w Newcastle upon Tyne, zm. 3 lipca 2017 w Brighton) – brytyjski aktor i kaskader.

## Życiorys

### Wczesne lata
Urodził się w Newcastle upon Tyne jako syn Josepha Robinsona Sr., który był mistrzem zawodowym wrestlingu. Jego młodszy brat Douglas Bowbank (ur. 1930) był także aktorem i kaskaderem.

### Kariera
Robinson początkowo rozpoczął karierę w wrestlingu jako ‘Tiger Joe Robinson’ i zdobył europejskie Mistrzostwo wagi ciężkiej w 1952 roku. W tym samym czasie zainteresował go także aktorstwo i studia w Royal Academy of Dramatic Art. Po kontuzji w Paryżu, postanowił skoncentrować się na aktorstwie.
W 1952 roku pojawił się po raz pierwszy na ekranie w filmie dokumentalnym Fit as a Fiddle oraz jako Harry 'Muscles' Green wykonał utwór „Harry's Muscles Green” w musicalu Joshuy Logana Wish You Were Here na West Endzie w Londynie. Potem w Carola Reeda Maskotka (A Kid for Two Farthings, 1955) z Celią Johnson, Dianą Dors i Primo Carnerą. 
Jego kariera filmowa i telewizyjna naprawdę rozpoczęła się w latach 60., gdy pojawił się w brytyjskim filmie klasycznym Tony’ego Richardsona Samotność długodystansowca (The Loneliness of the Long Distance Runner, 1962) wg opowiadania Alana Sillitoe, a także w serialach ITV: Święty (The Saint, 1963) jako Austin, Rewolwer i melonik (The Avengers, 1963) jako Max i Pardon the Expression (1966) jako Gerry. Wraz z młodszym bratem Dougiem i Honor Blackman był współautorem książki Honor Blackman's Book of Self-Defence (1965). W tym czasie był także popularnym kaskaderem, pracował nad kilkoma filmami o Jamesie Bondzie. 
W 1960 roku został zaproszony do Rzymu, gdzie pojawił się w pięciu włoskich produkcjach, w tym Gli invasori (1961) u boku George’a Ardissona i Camerona Mitchella, Ursus e la ragazza tartara (1961) z Ettore Mannim, Taur, il re della forza bruta (1963) z Erminio Spallą i José Torresem oraz Le Gladiatrici (1963). Po raz ostatni na dużym ekranie pojawił się w 1971 roku w filmie o Jamesie Bondzie Diamenty są wieczne (Diamonds Are Forever), w którym wcielił się w rolę przemytnika diamentów, Petera Franksa.
Jego córka Polly Robinson (Hardy-Stewart), kontynuowała rodzinny sukces w sztukach walki, wygrywając mistrzostwa juniorów w latach 80.
Zmarł 3 lipca 2017 w wieku 90. lat w Brighton w East Sussex.

## Osiągnięcia
- 1952: British Wrestling Federation– European  Heavyweight Championship[9]

## Filmografia
- 1955: Maskotka (A Kid for Two Farthings) – Sam Heppner
- 1956: Die ganze Welt singt nur Amore - Max, atleta
- 1956: Pasaporte al infierno - Pete Archer
- 1957: Fighting Mad - umięśniony Tanner
- 1957: The Flesh Is Weak - Lofty
- 1958: The Strange Awakening - Sven
- 1958: Sea Fury - Hendrik
- 1958: Murder Reported - Jim
- 1960: The Two Faces of Dr. Jekyll - Corinthian (niewymieniony w czołówce)
- 1960: The Bulldog Breed (1960) – Tall Sailor
- 1961: Carry On Regardless - Dynamite Dan
- 1961: Gli invasori - Garian (niewymieniony w czołówce)
- 1961: Barabasz - Gladiator
- 1961: Ursus e la ragazza tartara - Ursus
- 1962: Samotność długodystansowca - Roach
- 1963: Taur, il re della forza bruta - Taur
- 1963: Doctor in Distress - chłopak Sonji
- 1963: Le Gladiatrici - Taur
- 1969: The Undertakers jako mechanik
- 1971: Diamenty są wieczne - Peter Franks (finałowa rola)